# Walter Rinaldi
Walter Rinaldi (Castrovillari, 22 dicembre 1962) è un compositore e musicista italiano.

## Biografia
Walter Rinaldi inizia lo studio del pianoforte all'età di 7 anni. 
La sua curiosità creativa lo porta sin da giovanissimo ad esplorare diversi percorsi musicali. 
A 15 anni intraprende lo studio della chitarra classica e si diploma presso il Conservatorio San Pietro a Maiella di Napoli. 
Ha studiato pianoforte con il maestro Antonio Di Palma, allievo del maestro Aldo Ciccolini. 
Ha proseguito il suo iter musicale a Roma con lo studio della composizione con il maestro Luciano Pelosi. 
In giovane età si appassiona al Progressive Inglese degli anni '70 e alla musica classica, soprattutto a quella di J. S. Bach, ai Romantici, e compone musica strumentale per chitarra, tastiere, pianoforte, basso e batteria, che registra usando registratori multitraccia, e suonando tutti gli strumenti.
Nel 1995 è stato pubblicato: “I Percorsi Dell'Acqua”, un compact disc di brani strumentali per chitarre, sintetizzatori, pianoforte e batteria interamente composti ed eseguiti dall'autore. 
A questo fanno seguito altri Cd che raccolgono le musiche composte in giovane età: “La Stagione Gialla”, "Incoscienza", “I Giorni e la Valle”, “Verde”, “Il Desiderio e l'Ombra”.
Nel 2007, ha prodotto un cd di nome: “Pachelbel - Rinaldi - Vivaldi”, dove sono contenuti quattro suoi lavori per Orchestra d'Archi, il Canone di Pachelbel e un Concerto per Violoncello di Vivaldi. 
Nel 2008 ha prodotto: "Endless", che comprende suoi Lavori per Orchestra d'Archi e Concerti di J.S.Bach, Antonio Vivaldi, Tomaso Albinoni. 
Nel 2008, ancora ha prodotto:"Alle Porte della Terra", che contiene tutti i suoi lavori per Orchestra d'Archi e Concerti.
Ancora nel 2008: "10 Revisitations of Canon in D by Pachelbel", che contiene 10 interpretazioni personali del Canone di Pachelbel in cui egli suona tutti gli strumenti. 
Nel 2009 ha registrato: "Pachelbel - Beethoven - Mozart - Bach - Rinaldi: Piano Works".
È un album di classici per pianoforte. 
Nel 2010 ha pubblicato:" Quartets for Strings", contenente i suoi 2 Quartetti per Archi.
Ancora nel 2010 ha pubblicato: “Piano and Organ Works”, contenente brani classici e alcuni brani personali per Pianoforte e brani classici per Organo.
La sua produzione musicale comprende musica per Orchestra d'Archi, Orchestra Sinfonica, Quartetto d'Archi, per strumenti soli e composizioni per vari organici di strumenti. Ha scritto musiche per cartoni animati. 
Le sue composizioni evocano immagini suggestive, profondamente connesse con il mondo della natura e le dimensioni dello spirito.
Le musiche sono tutte dirette dal maestro Nicola Samale.

## Discografia
- 1995 - I Percorsi dell'Acqua
- 2007 - Pachelbel - Rinaldi - Vivaldi
- 2008 - Alle Porte della Terra
- 2008 - 10 Revisitations of Canon in D by Pachelbel
- 2010 - Organ and Piano Works